# Gilles Vigneault
Pour les articles homonymes, voir Vigneault.
Gilles Vigneault né à Natashquan le 27 octobre 1928,, est un poète, auteur de contes et de chansons, auteur-compositeur-interprète québécois.
Fils d'un marin pêcheur et d'une institutrice de campagne, il étudie à Rimouski, puis à Québec. Inspiré par les œuvres de poètes tels que Pierre de Ronsard, Victor Hugo, Émile Nelligan, Arthur Rimbaud, Charles Baudelaire et Paul Verlaine, Vigneault devient lui-même poète et conteur. Dans ses écrits, il décrit abondamment les gens et le pays de Natashquan, dont les particularités émanent notamment du fait que jusqu'en 1996, le canton est resté inaccessible depuis la route, dépendant ainsi des transports maritimes.
Gilles Vigneault s'affiche de longue date comme un ardent défenseur de la cause de la souveraineté du Québec et de la langue française en général. Parmi ses chansons, l'une des plus célèbres est Gens du pays, largement considérée comme l'hymne national de facto du Québec,,.

## Biographie
Gilles Vigneault est l'auteur de plus de quarante livres. Certains sont des livres de contes, qu'il a lui-même édités en version imprimée, et parfois enregistrés et publiés en version vocale. Il est l'auteur de plus de quatre cents poèmes devenus, pour la plupart, des chansons qu'il a interprétées sur scène et enregistrées sur quarante albums, qu'il a aussi édités en recueils.
Gilles Vigneault s'est ainsi forgé, depuis les années 1960, le statut d'une véritable légende vivante en Amérique francophone. Il est très bien reçu par les auditoires anglophones, cela, malgré sa prise de position souverainiste bien connue. Sa notoriété s'est également étendue jusqu'en Europe, à partir de la France, de la Suisse, du Luxembourg et de la Belgique,.
Trois fonds d'archives de Gilles Vigneault sont conservés au centre d'archives de Montréal de Bibliothèque et Archives nationales du Québec.

### Ascendance
Gilles Vigneault est le fils, le seul garçon à devenir adulte, de Placide Joseph William, dit « Willie », Vigneault (Natashquan: 19 octobre 1891 - 27 octobre 1969) et de Marie Appolline Adélaïde, dite « Marie Landry » (Natashquan : 29 février 1892 — 8 juin 1993). Celle-ci a été enseignante à Saint-Théophile en Beauce québécoise,, entre les âges de 16 et 25 ans, avant son mariage. Jusqu'en 1950, au Québec, les femmes devaient démissionner du corps de l'enseignement lorsqu'elles se mariaient. Elle était « destinée à perdre six de ses huit enfants » et à vivre 101 ans et 99 jours. Fille d'Alphonsine Chiasson et du pêcheur William Landry, le gardien du phare local, un « violoneux » qui pouvait danser la gigue tout en jouant de son instrument, elle jouait de l'harmonium à la maison. C'est sur cet instrument, quand ce n'est pas à l'harmonica, que Vigneault s'amuse à reconstituer des airs de reels ou musiques de danses celtiques (venues d'Écosse ou d'Irlande), dont la gigue et les quadrilles, dits « sets carrés », habituellement jouées au violon, dans la région.
« Willie » Vigneault, le père de Gilles, a été tour à tour pêcheur, inspecteur des pêcheries, trappeur, chasseur-cueilleur, bûcheron, maire de Natashquan pendant cinq ans et commissaire d'école. Rieur, amateur de musique, amoureux de la nature, il était aussi réputé comme conteur dans les veillées. Il portait caché le principal prénom de son grand-père, Placide Vigneault. — William  étant la forme normande du prénom Wilhelm .
La plupart des habitants de Natashquan sont d'ascendance acadienne, issus de Port-Royal (1604-) en Acadie, essaimés à Beaubassin ou à Grand-Pré (1682-1755), au « fond de la Baie française » (renommée « Fundy Bay » par les Anglais, d'où la traduction « Baie de Fundy »), puis déportés (1755), errant de place en place, puis installés sur la Côte-Nord (vers 1855), après avoir vécu aux Îles-de-la-Madeleine, où d'omniprésents marchands originaires des Îles Anglo-Normandes (les Robin) imposaient leur dur monopole commercial comme en Gaspésie voisine, et sur la Côte-Nord.
Dans le cas des Vigneault, l'histoire est un peu différente au départ. C'est que le couple de colons, à l'origine des Vigneau de l'Acadie, s'installe dans la colonie de Québec et qu'une branche, sur les deux qu'il génère, ira vivre en Acadie. L'ancêtre est Paul Vigneau. — La graphie n'a pas d'importance, avant le XXe siècle, car il n'y a ni « école obligatoire », ni « téléphonie », donc pas d'annuaires téléphoniques « normalisant » les noms, encore moins une quelconque notion de « faute d'orthographe », ni vénielle ni mortelle — Il est dit « Laverdure » : sa seule désignation et le seul de ce surnom dans sa compagnie militaire. Il est originaire de Saint-Cybard (évêché de Poitiers), né vers 1641 de Jean Vignot ou Vigneau et de Renée […]. Parti de La Rochelle le 13 mai 1665, sur le navire La Paix, il arrive à Québec (ville), en Nouvelle-France, le 19 août 1665, comme soldat de la compagnie de Maximy au régiment de Carignan, envoyé par le jeune roi Louis XIV, pour enfin soumettre les Iroquois, principalement les Agniers.
Le navire La Paix (transportant les compagnies de La Colonelle, Contrecœur, Maximy, et de Sorel), sous la gouverne du capitaine Étienne Guillon Sieur de Laubertière, accompagne L'Aigle d'Or, un vaisseau du roi « vieux et décrépit » (transportant les compagnies de Grandfontaine, La Fredière, La Motte, et de Salières), dont le capitaine est le Sieur de Villepars. La traversée, hasardeuse, prend ainsi 99 jours (du 13 mai au 19 août), soit presque deux fois plus de temps que pour les autres navires de la saison, cette année-là. La Paix repart de Québec le 19 septembre, mais fera naufrage près de Matane. Ses passagers seront recueillis par Le Saint-Sébastien.
Quatre ans après son arrivée, l'ex-soldat Paul Vigneau, ayant bâti maison (une chaumière) sur l'Île d'Orléans, paroisse Sainte-Famille, en face de Château-Richer sur la Côte de Beaupré, y épouse, le 3 novembre 1669, Françoise Bourgeois (fille de feu Antoine Bourgeois et de Marie Piedmont, de Paris, paroisse Saint-Paul), une « fille du roi », née vers 1646. Ce couple fondateur aura 12 enfants sur une période de 20 ans, dont seulement 2 garçons (Maurice et Antoine) atteignent l'âge adulte et se marient. Des deux frères, le puîné est à l'origine d'une des nombreuses souches québécoises non apparentées de Vigneau, et c'est l'aîné, Maurice Vigneau (né à l'hiver 1674), devenu charpentier, qui est à l'origine de la seule souche de Vigneau en Acadie, y épousant Marguerite Comeau vers 1701. Ce couple aura 11 enfants en 25 ans, dont les 9 premiers sont nés à Port-Royal. Cinq de leurs fils se marient : Jacques, Jean, Joseph, Jean-Baptiste et Simon. Ce sont eux, leur épouse et leurs enfants, qui subissent la Déportation de 1755. Jacques est recensé près de Boston (à Leicester) en 1757, puis à Miquelon en 1767, où il meurt en 1772, à 69 ans. Joseph, recensé à Miquelon en 1767 et 1776, est à La Rochelle en 1778, puis à Miquelon en 1784, où il meurt vers 1792, à près de 80 ans. Jean-Baptiste, lui, se retrouve près de Boston en 1763, à Miquelon en 1767, où il meurt à tout juste 51 ans,. Gilles Vigneault serait issu de Jean Vigneault, dit l'écrivain, fils de ce Jacques et de Marguerite Arsenault, et de Marie Bourgeois, qu'il avait épousée à Beaubassin le 26 janvier 1755, année du « Grand dérangement ». Son fils Étienne épousera, à La Rochelle, l'Acadienne Louise Cyr, vingt-six ans après, et leurs enfants et petits-enfants convoleront à Havre-Aubert (aux Îles-de-la-Madeleine), avant l'essaimage à Natashquan.

### Formation
Une enfance choyée, des parents instruits et attentionnés, tous isolés dans un petit village de marins pêcheurs, chasseur-cueilleur, inventifs, débrouillards… conteurs, taquins en parentèle, gigueurs, chanteurs, « violoneux »… pas de spéculateur, ni d'ambitieux capitaliste (outre les Robin et leur omniprésent monopole commercial), c'est « la simplicité volontaire » entre la mer, la forêt, les deux grandes rivières à saumon… Pas besoin de routes, quand il y a les sentiers, les bateaux et les hydravions, par beau temps. Gilles Vigneault chante : des cantiques en français ou du chant grégorien en « latin de cuisine », à l'église, et des chansons, des « chansonnettes », françaises surtout, apprises à la radio ou transmises par la tradition orale. Et, comme sa mère, il joue de l'harmonium; comme les hommes, aussi de l'harmonica. Il gambade un peu partout, fabrique ses propres jouets, comme les premiers qu'il a reçus, avec des bouts de bois, un canif… Il s'initie aux divers métiers des hommes, les suit, observe, questionne, retient, aime rire, conter, rêvasser… Il y a, au voisinage immédiat, un village autochtone, où vivent, l'été, des [Innus], semi-nomades, mais c'est « une réserve » : à l'époque, il y a une étanchéité quasi totale entre les deux populations et cultures, comme l'ont voulu les missionnaires, même si ce sont les ancêtres de ces « Montagnais » qui ont bien accueilli les Français, commerçants puis colonisateurs, dès avant l'an 1599, à Tadoussac et à Québec.
À la fin de son cours élémentaire, à la petite école de Natashquan, Gilles Vigneault, qui excelle en français, à l'oral et à l'écrit, à l'âge de 13 ans, gagne le concours qui, surprenant lui permet d'aller faire son « collège classique » à Rimouski (huit années d'immersion en humanités gréco-latines…), aux frais de l'organisateur, l'évêque, et absolument sans conditions : « Fais ce que tu voudras, mais fais quelque chose [de ta vie]! », lui dit le généreux évêque Labrie. C'est « à presque une semaine de bateau », pour longer l'Île d'Anticosti et traverser sur la rive sud de l'estuaire, mais il en faudra deux, pour s'y rendre cette première fois, vu la persistante brume en ce mois d'août 1942.
Au collège de Rimouski, Gilles Vigneault sera le « flot », c'est-à-dire la plus singulière recrue : par sa provenance, son accent acadien, son vocabulaire aux mots « nouveaux ». Fin causeur, il sera tôt surnommé « le poète », même avant les classes de « versification », « belles-lettres » et « rhétorique » (à l'âge de 16 à 18 ans). Il participe à la rédaction du journal collégial. Il fait du sport. C'est, d'ailleurs, dit-il, à l'aréna, en criant pour encourager son équipe de hockey, qu'il s'écorche la voix. Elle restera un peu voilée. Néanmoins, il continuera à faire partie de la chorale du collège. Il s'essaie aussi à l'activité théâtrale, comme comédien amateur, ce qui lui donne le goût de continuer à monter sur scène. Il étudie quelques poètes. Raccourcissant ses nécessaires envois épistolaires à ses parents, il leur expédie quelques « poèmes » de son cru. Il a tant pratiqué, avec satisfaction, la lecture, la narration et la rime, qu'il opte ensuite pour une spécialisation universitaire en littérature française. Il n'a pu suivre de cours de piano au collège : sa mère lui avait un jour fait parvenir une somme importante pour que ce soit possible, mais le collège s'est emparé de cette somme pour défrayer le coût du lavage de ses vêtements. Donc, pour ce qui est de devenir pianiste de concert, ce serait un long cheminement personnel, qui n'est pas amorcé… Pilote d'hydravion, aussi.
Au sortir du collège de Rimouski, muni d'un baccalauréat ès arts (printemps 1950), Gilles Vigneault se dirige vers la capitale, Québec, faire des études de lettres à l'université pour, tout au moins, gagner sa vie comme professeur de français. Il obtient, au printemps 1953, sa « Licence ès lettres ».

### Premiers métiers
Gilles Vigneault exerce d'abord les métiers de commis-libraire, publicitaire et archiviste, durant ses études (entre 1942 et 1953). En 1953, il participe à la fondation de la revue de poésie Émourie, qu'il édite jusqu'en 1966. Dès 1951, il se joint à la troupe Les Treize, à l'Université Laval, et en devient (de 1956 à 1960) le directeur et le metteur en scène. Il anime une émission folklorique à CFCM-Québec (de 1955 à 1956), fait du théâtre avec la Compagnie de la Basoche en 1956, et du cinéma avec Fernand Dansereau (interprète dans La Canne à pêche, ONF, 1959). Puis il est scripteur et animateur pour la télévision de la SRC, à Québec (émissions Les invités du Père Mathias, Le Grand Duc, Dans tous les cantons… ; de 1960 à 1962). Il participe à d'autres films (dont : Les Bacheliers de la cinquième, de Clément Perron, ONF, 1962 ; La neige a fondu sur la Manicouagan, d'Arthur Lamothe, ONF, 1965).
Parallèlement, il est professeur à la Garnison Valcartier (de 1954 à 1956), puis à l'Institut de technologie de Québec (de 1957 à 1961), où il dispense des cours d'algèbre et de français, et à l'Université Laval durant l'été (en 1960 et en 1961).

### Débuts comme auteur-compositeur-interprète de chansons
Dès les années 1950 il s'offre le loisir de composer des chansons pour différents interprètes. À partir de 1960, il est amené à aussi chanter lui-même ses chansons et il en obtient un certain succès, une notoriété.
Ses premières chansons deviennent des classiques du répertoire québécois comme La danse à St Dilon, Jack Monoloy ou Pendant que,,.
Plusieurs personnes considèrent aujourd'hui sa chanson Gens du pays comme étant l'hymne national non officiel des Québécois,,.

### Carrière

#### De célèbres concerts-spectacles
En 1974, il donne un légendaire spectacle sur les plaines d'Abraham, à Québec, avec Félix Leclerc et Robert Charlebois. Ce spectacle d'ouverture de la Superfrancofête, le 13 août 1974, est offert en direct sur l'album J'ai vu le loup, le renard, le lion.
Le 20 juin 1975, il interprète Gens du pays pour la première fois, en compagnie de Louise Forestier et Yvon Deschamps, devant la foule rassemblée sur le mont Royal pour célébrer la fête nationale.
À la Saint-Jean-Baptiste de 1976, le 24 juin, Gilles Vigneault chante devant 300 000 spectateurs, encore sur le mont Royal, en compagnie de Robert Charlebois, Claude Léveillée, Jean-Pierre Ferland et Yvon Deschamps, les « 5 Jean-Baptistes ». De ce spectacle est tiré l'album Une fois cinq, qui obtient un nouveau prix Charles Cros.

### Vie de famille
Pour Gilles Vigneault, l'importance de la famille dans sa vie ne fait pas de doute. Ses parents n'ont pu mener à l'âge adulte que deux enfants : sa sœur et lui. Il déplorera que : 
À l'âge de 26 ans, le 13 juillet 1955, il épouse Rachel Cloutier, de Québec, avec qui il aura quatre enfants : Michel, Louis, François et Pascale. Il s'installe ensuite à Saint-Placide, dans la région de Montréal, sur un grand domaine ayant vue sur le Lac des Deux Montagnes. Le 17 septembre 1976, il épouse Alison Foy, la mère de deux autres de ses enfants, Guillaume et Jessica. Le couple aura plus tard un troisième enfant, Benjamin.

### La relève
Gilles Vigneault, le profond poète, chaque fois qu'il entend le mot « relève », s'empresse l'air inquiet de demander (blagueur) : 

« Quelqu'un est-il encore tombé ? »

Il n'en demeure pas moins que deux de ses fils sont écrivains : le poète et parolier François Vigneault et le romancier et scénariste Guillaume Vigneault, et que sa fille Jessica Vigneault œuvre sur scène comme musicienne (pianiste, autant de jazz que de classique) et interprète vocale, tant en anglais qu'en français. Benjamin Vigneault, le frère utérin de Guillaume et Jessica, pour sa part, est batteur, notamment pour Catherine Major, Tomas Jensen, Andrea Lindsay et Jean Leloup et dans des groupes musicaux tels que Les faux monnayeurs, Hombre (rock en espagnol), Tony Ambulance Band (TAB, autour d'Anthony Rozankovic), Madame Moustache (country), et Violett Pi (electroclash).

## Contes
- Contes. Sur la pointe des pieds (41 contes), Québec, éditions de l'Arc, collection de l'Escarfel, 1960
- Contes. Contes du coin de l'oeil, Québec, éditions de l'Arc, collection de l'Escarfel, 1966.
- Contes. Les Écrits, Montréal, éditions du Boréal, collection Boréal compact, 2017[38]

## Poèmes
- Poèmes. Étraves, Québec, éditions de l'Arc, collection de l'Escarfel, 1959.
- Poèmes. Balises, Québec, éditions de l'Arc, collection de l'Escarfel, 1964.
- Poèmes. Exergues, Québec, éditions de l'Arc, collection de l'Escarfel, 1970.
- Poèmes. Les Écrits, Montréal, éditions du Boréal, collection Boréal compact, 2017[39]
- Le chemin montant, Montréal, éditions du Boréal, 2018[40]

## Chansons
- Recueil de chansons. Avec les vieux mots, Québec, éditions de l'Arc, collection de l'Escarfel, 1964.
- Recueil de chansons. Quand les bateaux s'en vont, Québec, éditions de l'Arc, collection de l'Escarfel, 1965.
- Recueil de chansons. Pour une soirée de chansons, Québec, éditions de l'Arc, collection de l'Escarfel, 1965.
- Recueil de chansons. Les gens de mon pays, Québec, éditions de l'Arc, collection de l'Escarfel, 1967.
- Recueil de chansons. Tam ti delam, Québec, éditions de l'Arc, collection de l'Escarfel, 1967.
- Recueil de chansons. Les neuf couplets, Québec, Nouvelles éditions de l'Arc, 1973.
- Recueil de chansons. Je vous entends rêver, Québec, Nouvelles éditions de l'Arc, collection de l'Escarfel, 1973.

Parmi ses nombreuses chansons, relevons:
- 1958
  - Jos Monferrand - sa première chanson connue[41] :
    Le cul su'l'bord du Cap Diamant
    Les pieds dans l'eau du Saint-Laurent […]
  - La Tour … la tourelle
  - Le bout du monde (musique de Claude Léveillée) :
    Il n'y a pas de bout du monde
    Et cependant nous partirons […]
  - Le chemin de prairie (musique de Claude Léveillée)
  - Il en est passé (musique de Claude Léveillée) :
    Il en est passé de l'eau sous les ponts
    Il en est passé des nuages […]
- 1959
  - Je vieillis des instants (musique de Sylvain Lelièvre) :
    Je vieillis des instants que je passe loin d'elle […]
  - Jean du Sud
  - Jos Hébert
  - Tit-Paul la Pitoune
  - La danse à Saint-Dilon

Le rendez-vous chanté par Claude Léveillée
- 1960
  - L'hiver (musique de Claude Léveillée) :
    Ah… que les temps s'abrègent
    Viennent les vents et les neiges
    Vienne l'hiver en manteau de froid
    Vienne l'envers des étés du Roi […]
- 1961
  - Jack Monoloy
  - Fer et titane
  - Natashquan (musique de Gilbert Bécaud)
  - Tam ti delam
  - J'ai pour toi un lac :
    J'ai pour toi un Lac
    Quelque part au monde [...]
  - Caillou Lapierre
- 1962
  - Si les bateaux ***Au Panthéon…*** :
    Si les bateaux que nous avons bâtis
    Prennent la mer avant que je revienne […]
  - Le doux chagrin  :
    J'ai fait de la peine à ma mie
    Elle qui ne m'en a point fait
    Qu'il est difficile
    Qu'il est difficile d'aimer […]
  - Quand les bateaux s'en vont (musique de Pierre Calvé)
- 1963
  - Pendant que… ***Au Panthéon…*** :
    Pendant que les bateaux
    Font l'amour et la guerre
    Avec l'eau qui les broie
    Pendant que les ruisseaux
    Dans le secret des bois
    Deviennent des rivières
    Moi Moi je t'aime […]
- 1964
  - Mon pays ***Au Panthéon…*** :
    Mon Pays ce n'est pas un pays c'est l'hiver […]
- 1965
  - La Manikoutai
  - Les gens de mon pays :
    Les gens de mon pays
    Ce sont gens de parole
    Et gens de causerie […]
- 1966
  - Paul-Eu-Gazette
  - Tout l'monde est malheureux
- 1967
  - Ah! Que l'hiver :
    Ah! Que l'hiver tarde à passer
    Quand on le passe à la fenêtre […]
- 1968
  - La marche du président (musique de Robert Charlebois)
- 1970
  - Le temps qu'il fait sur mon pays
- 1971
  - Les voyageries (musique de Gaston Rochon)
- 1972
  - Maintenant (musique de Gaston Rochon) :
    Maintenant que tu connais mes rêves […]
- 1973
  - Il me reste un pays (musique de Gaston Rochon) :
    Il me reste un pays à te dire
    Il me reste un pays à nommer
    Il est au tréfonds de toi
    N'a ni président ni roi […]
  - Gros-Pierre (musique de Gaston Rochon)
  - Tit-Cul Lachance (musique de Gaston Rochon)
  - On n'a jamais l'hiver qu'on veut (musique de Gaston Rochon)
  - Quand nous partirons pour la Louisiane (musique de Gaston Rochon)
- 1974
  - Laturlutte pour oublier (musique de Gaston Rochon)
- 1975
  - Gens du Pays (musique de Gaston Rochon) ***Au Panthéon…*** :
    Gens du Pays c'est votre tour
    De vous laisser parler d'amour […]
- 1976
  - I went to the market (musique de Gaston Rochon)
  - J'ai planté un chêne (musique de Gaston Rochon)
- 1977
  - Sur le bout de la langue (musique de Gaston Rochon)
- 1979
  - Les amours, les travaux (musique de Robert Bibeau) :
    Les amours, les travaux
    Même le chant d'un oiseau […]
- 1981
  - La vieille école (musique de Robert Bibeau)
  - Combien de fois faut-il parler d'amour (musique de Robert Bibeau)
  - Petite berceuse du début de la colonie (musique de Robert Bibeau)
- 1982
  - Les beaux métiers (musique de Robert Bibeau)
  - Le grand cerf-volant (musique de Robert Bibeau) :
    Un jour, je ferai mon grand cerf-volant […]
  - Chacun fait selon sa façon (musique de Robert Bibeau)
- 1983
  - Mademoiselle Émilie (musique de Robert Bibeau)

### RecueilLes Écrits
Un recueil en trois volumes des textes de ses chansons a été publié:
- Les Écrits. Chansons 1. 1958-1966[42], Les Écrits. Chansons 2. 1967-1982[43], Les Écrits. Chansons 3. 1982-2012[44] ; Montréal, éditions du Boréal, collection Boréal compact, 2013.

## Interprètes
- Gilles Vigneault s'est associé ponctuellement avec certains interprètes pour l'écriture de certaines chansons de leur répertoire, tels : Pierre Calvé (Quand les bateaux s'en vont) et Claude Léveillée (L'hiver…).
- En 1961, il écrit Natashquan interprété par Gilbert Bécaud qui en a composé la musique
- Monique Leyrac a interprété un très grand nombre de ses chansons; Pauline Julien en a chanté aussi un grand nombre (Jack Monoloy, La Manikoutai, Mon pays, Les gens de mon pays, Fer et Titane, La Corriveau inspirée de la légende du même nom…)
- En 1966, la chanteuse française Catherine Sauvage a enregistré douze de ses chansons.
- En 1974, la chanteuse québécoise Emmanuëlle a enregistré la chanson Gros Pierre qui devint l'un de ses succès.
- En 1977, la chanteuse québécoise Fabienne Thibeault a enregistré un album complet en hommage à Gilles Vigneault. L'album s'intitule Au doux milieu de nous – Fabienne Thibeault chante Gilles Vigneault, paru sous étiquette Kébec-Disque.
- En 1981, la chanteuse française Nicole Croisille a enregistré la chanson Le doux chagrin sur son album « Paris - Montréal ».
- Dans les années 1980, Marcel Tanguay (natif de Natashquan également) a chanté Gilles Vigneault aux quatre coins de France.

## Solidarités
- Gilles Vigneault qui avait fondé en 1964 Le Nordet, sa maison de disques, l'a fait intégrer dans la nouvelle société, GSI Musique, en 1985.
- M. Gilles Vigneault et le P. Bernard de Brienne, Le Devoir, 30 mai 1964, p. 13 (BAnQ)
- Gilles Vigneault apporte son soutien à l'indépendance du Québec dès les débuts du mouvement. Il supporte également la cause des "prisonniers politiques" du FLQ lors de sa participation au spectacle Poèmes et chants de la résistance II en 1971[46].
- Il participe à la Fondation Québec-Afrique en chantant dans le projet collectif Les Yeux de la faim, la même année (en 1985).
- Le 25 février 2010, Gilles Vigneault signe, avec 500 artistes, l'appel pour appuyer la Campagne internationale de Boycott, désinvestissement et sanctions contre l'apartheid israélien, BDS[47].
- Le 31 janvier 2022, il retire son répertoire musical de la plateforme Spotify pour protester contre la diffusion de fausses informations concernant la pandémie de Covid-19[48] par le populaire balado The Joe Rogan Experience[49]. Malgré cela, fin novembre 2022, plusieurs de ses chansons continuent d'être disponibles ici : [spotify|https://open.spotify.com/artist/4UKAN8YgrM7EZkAW4NbH9F].

## Honneurs

### Intégrations à des ordres nationaux
- 1985 - Chevalier de l'Ordre national du Québec[25]
- 1985 - Chevalier de l'ordre national de la Légion d'honneur de France[25]
- 2000 - Grand officier de l'Ordre national du Québec[50]

### Distinctions honorifiques
- 1981 - Membre de l'Ordre des francophones d'Amérique
- 1990 - Officier de l'ordre des Arts et des Lettres de France
- 1992 - Médaille de l'Académie des lettres du Québec
- 1999 - Commandeur de l'ordre des Arts et des Lettres de France[50]
- 2005 - Officier de l'ordre de la Pléiade[51]
- 2006 – Intronisé au Panthéon des auteurs et compositeurs canadiens, avec 4 de ses chansons[52] :
  - Si les bateaux [que nous avons bâtis / Prennent la mer avant que je revienne]… (1962)[53]
  - Pendant que [les bateaux / Font l'amour et la guerre / Avec l'eau qui les broie / 
 Pendant que les ruisseaux / Dans le secret des bois / Deviennent des rivières / Moi Moi je t'aime]… (1963)[54]
  - Mon pays [Ce n'est pas un pays c'est l'hiver]… (1964)[55]
  - Gens du pays [/ C'est votre tour / De vous laisser parler d'amour]… (1975; musique de Gaston Rochon)[56]
- 2016 - Compagnon de l'Ordre des arts et des lettres du Québec

### Prix et nominations

#### Gala de l'ADISQ
| Année | Catégorie                                                                   | Pour                                                                                              | Résultat   |
| ----- | --------------------------------------------------------------------------- | ------------------------------------------------------------------------------------------------- | ---------- |
| 1980  | interprète masculin de l'année                                              | Gilles Vigneault                                                                                  | nomination |
| 1980  | microsillon de l'année/auteur-compositeur-interprète                        | Avec les mots du dimanche                                                                         | nomination |
| 1980  | spectacle de l'année                                                        | Avec les mots du dimanche                                                                         | nomination |
| 1981  | pochette de l'année                                                         | Claude Fleury et Gilles Vigneault pour Quelques pas dans l'univers d'Eva                          | lauréat    |
| 1985  | prix hommage                                                                | Gilles Vigneault                                                                                  | lauréat    |
| 1988  | artiste québécois s'étant le plus illustré hors Québec - marché francophone | Gilles Vigneault                                                                                  | nomination |
| 1988  | microsillon de l'année - populaire                                          | Les îles                                                                                          | nomination |
| 1989  | spectacle de l'année - populaire                                            | Le temps de dire                                                                                  | nomination |
| 1993  | auteur ou compositeur de l'année                                            | Gilles Vigneault                                                                                  | nomination |
| 1994  | scripteur de spectacles de l'année                                          | Gilles Vigneault pour Le pas du portageur                                                         | lauréat    |
| 1995  | album de l'année - folklore                                                 | Chansons du patrimoine (avec Claude Bélanger, Petits chanteurs de la Maîtrise et Quatuor Morency) | nomination |
| 1997  | scripteur de spectacles de l'année                                          | Gilles Vigneault pour C'est ainsi que j'arrive à toi                                              | nomination |
| 2006  | album de l'année - traditionnel                                             | Si on voulait danser sur ma musique... 15 reels et une valse                                      | nomination |
| 2007  | album de l'année - jeunesse                                                 | Les quatre saison de Piquot (avec Claude Bélanger et l'Orchestre symphonique de Drummondville)    | lauréat    |
| 2008  | album de l'année - traditionnel                                             | La sacrée rencontre (avec Les Charbonniers de l'enfer)                                            | nomination |
| 2008  | spectacle de l'année - auteur-compositeur-interprète                        | La sacrée rencontre (avec Les Charbonniers de l'enfer)                                            | nomination |
| 2008  | scripteur de spectacle de l'année                                           | Gilles Vigneault pour La sacrée rencontre de Gilles Vigneault et Les Charbonniers de l'enfer      | nomination |
| 2010  | album de l'année - folk contemporain                                        | Retrouvailles                                                                                     | nomination |
| 2012  | scripteur de spectacle de l'année                                           | Claude Fleury et Gilles Vigneault pour Vivre debout                                               | nomination |
| 2022  | album de l'année - adulte contemporain                                      | Comme une chanson d'amour                                                                         | nomination |

#### Autres prix
- 1962 - Grand Prix du disque, de la station radiophonique CKAC de Montréal, pour son premier album, homonyme[2]
- 1965 - Prix du Gouverneur général : pour poésie de langue française, pour son recueil Quand les bateaux s'en vont[25]
- 1966 - Prix du Lieutenant-gouverneur, pour la chanson Quand les bateaux s'en vont[25]
- 1966 - Prix Calixa-Lavallée, pour les services rendus à la cause des Canadiens français en 1966[25]
- 1970 - Prix de l'Académie Charles-Cros, pour l'album (microsillon) Du milieu du pont[25]
- 1980 - Prix Alvine-Bélisle
- 1981 - Prix du 3-Juillet-1608 du Conseil supérieur de la langue française du Québec
- 1982 - Prix Molson du Conseil des Arts du Canada[25]
- 1983 - Prix Denise-Pelletier (Prix du Québec, culturel, pour les arts de la scène)[9]
- 1984 - Prix de l'Académie Charles-Cros, pour l'album Un jour, je ferai mon grand cerf-volant
- 1987 - Médaille Jacques-Blanchet
- 1987 - Prix Fleury-Mesplet
- 1987 - Prix du « Concours de la plus belle chanson québécoise » (organisé par le réseau Radio-Mutuel), pour la chanson Mon pays
- 1987 - Prix Génie, Les îles de l'enfance, écrit pour le film Équinoxe
- 1988 - Prix Henry-Jousselin [réf. nécessaire]
- 1988 - Médaille Gloire de l'Escolle de l'Université Laval à Québec
- 1990 - Médaille de vermeil
- 1990 - Prix de l'Académie Charles-Cros
- 1992 - Prix Hommage du Festival d'été de Québec
- 1993 - Prix du Gouverneur général pour les arts du spectacle[71]
- 1996 - Prix William Harold Moon
- 1992 - Médaille de vermeil
- 2000 - Médaille d'or, du Mouvement national des Québécois
- 2006 - Prix Littéraire Essilor, des bouquinistes du Saint-Laurent[25]
- 2008 - Prix Jacques-Cartier des Arts lors des 21es « Entretiens Jacques-Cartier », le 5 octobre 2008
- 2011 - Médaille d'honneur de l'Assemblée nationale[72]
- 2013 - Prix Jacques Parizeau
- 2017 - Coup de coeur Jeune Public printemps 2017 de l'Académie Charles-Cros avec Jessica Vigneault pour Gaya et le petit désert[73].

### Doctoratshonoris causa
- 1975 - Docteur honoris causa de l'Université de Trent de Peterborough[25]
- 1979 - Docteur honoris causa de l'Université du Québec à Rimouski[25]
- 1981 - Docteur honoris causa de l'Université de Montréal[74]
- 1985 - Docteur honoris causa en lettres de l'Université Laval
- 1986 - Docteur honoris causa de l'Université York de Toronto[25]
- 1990 - Docteur honoris causa de l'université de Lyon
- 2004 - Docteur honoris causa de l'Université du Québec à Montréal[75].

### Hommages
- Au Québec, une version adaptée de la chanson Gens du pays est devenue la ritournelle que l'on chante à quelqu'un lors d'un événement particulier, habituellement un anniversaire. Par exemple : « [Mon cher René], c'est à [ton] tour de [te] laisser parler d'amour » chanté au lieu de Joyeux Anniversaire ou Bonne fête [René] (sur l'air de Happy Birthday). La version originale est chantée pour la première fois lors de la fête nationale du Québec du 24 juin 1976[76] (« Gens du pays, c'est votre tour… »), subséquemment publiée sur le disque 1 fois 5, et reprise à chaque année depuis.

#### L'onomastiquevigneaulienne
À quelques occasions, son nom a été utilisé en signe d'hommage.
Édifices
- À Québec; un des pavillons de l'école secondaire De Rochebelle.
- À Marseille; une école primaire du quartier des Chutes-Lavie dans le 4e arrondissement. Gilles Vigneault a assisté à son inauguration en 1989.
- À Montréal; une école primaire.
- À Rimouski (Québec); la bibliothèque du cégep depuis 2004.
- À Saint-Jérome (Québec); une salle de spectacle inaugurée en 2018 située au cœur du centre-ville : le Théâtre Gilles-Vigneault.
- À Natashquan (Québec); la bibliothèque municipale.

Rues
- À Blainville (Québec).
- À Rimouski (Québec); depuis 2008.
- À Saint-Charles-Borromée (Québec).
- À Prévost (Québec).
- À Granby (Québec).
- À Sainte-Julie (Québec).
- À Québec (Québec), la rue Vigneault depuis 1968.
- À Roberval (Québec).

Prix
- Le Prix Gilles-Vigneault est remis depuis 2006 par la Fondation SPACQ[77].